# Verse (Oise)
Die Verse ist ein Fluss in Frankreich, der in der Region Hauts-de-France verläuft. Sie entspringt im nordwestlichen Gemeindegebiet von Ugny-le-Gay, nahe der Grenze zur Nachbargemeinde Guivry, entwässert in einem Bogen von West nach Süd und mündet nach rund 23 Kilometern im Gemeindegebiet von Sempigny als rechter Nebenfluss in die Oise. Im Stadtgebiet von Noyon verläuft der Fluss teilweise unterirdisch. Knapp vor der Mündung unterquert die Verse den parallel zur Oise verlaufenden Schifffahrtskanal Canal latéral à l’Oise.
Auf ihrem Weg durchquert die Verse die Départements Aisne und Oise.

## Orte am Fluss
(Reihenfolge in Fließrichtung)
- Ferme de Huit Setiers, Gemeinde La Neuville-en-Beine
- Berlancourt
- Guiscard
- Muirancourt
- Bussy
- Genvry
- Le Châtelain, Gemeinde Noyon
- Noyon